# Four Winds
Four Winds è un EP del gruppo musicale statunitense Bright Eyes, pubblicato nel 2007.

## Tracce
Testi e musiche di Conor Oberst, eccetto dove indicato.

1. Four Winds – 4:16
2. Reinvent the Wheel – 3:32
3. Smoke Without Fire – 5:00 (Oberst, M. Ward)
4. Stray Dog Freedom (feat. Ben Kweller) – 5:14
5. Cartoon Blues – 3:54
6. Tourist Trap – 5:44

## Formazione
Bright Eyes
- Conor Oberst – chitarra, voce
- Mike Mogis – chitarra, mandolino, banjo, basso, lap steel, nacchere, dobro
- Nate Walcott – organo, wurlitzer, piano, flicorno soprano

Altri musicisti
- M. Ward – chitarra, armonica, voce
- Dan McCarthy – basso
- Jason Boesel – batteria
- Anton Patzner – violino
- Maria Taylor – voce, batteria
- Andy LeMaster – voce
- Janet Weiss – batteria, voce
- Stacy DuPree – voce
- Sherri DuPree – voce
- Z Berg – voce
- Rachael Yamagata – voce
- Mike Coykendall – autoharp, chitarra
- Ben Kweller – piano, voce
- David Rawlings – chitarra
- Tim Luntzel – basso
- Rob Hawkins – voce
- Barney Crawford – voce